# Тордина
Торди́на (Malacocincla) — рід горобцеподібних птахів родини Pellorneidae. Представники цього роду мешкають в Південній і Південно-Східній Азії.

## Види
Виділяють три види:
- Тордина бура (Malacocincla abbotti)
- Тордина товстодзьоба (Malacocincla sepiaria)
- Тордина чорноброва (Malacocincla perspicillata)

За результатами молекулярно-генетичного дослідження сірощоку і сіроголову тордину було переведено до роду Баблер (Pellorneum).

## Етимологія
Наукова назва роду Malacocincla походить від сполучення слів дав.-гр. μαλακος — м'який і κιχλη — дрізд.